# Blommersia dejongi
A Blommersia dejongi a kétéltűek (Amphibia) osztályába, a békák (Anura) rendjébe és az aranybékafélék (Mantellidae) családjába tartozó faj.

## Nevének eredete
Nevét Wilfried W. de Jong biokémikus tiszteletére kapta.

## Előfordulása
Madagaszkár endemikus faja. A sziget keleti részén, a Sainte-Marie-szigeten és Toamasina környékén honos.

## Megjelenése
Kis méretű békafaj, a megfigyelt hét hím hossza 18,6–21,1 mm, a három nőstényé 21–23,6 mm volt.

## Természetvédelmi helyzete
A vörös lista a nem veszélyeztetett fajok között tartja nyilván.